# Ameiurus catus
Ameiurus catus és una espècie de peix de la família dels ictalúrids i de l'ordre dels siluriformes.

## Morfologia
Els mascles poden assolir els 95 cm de llargària total.

## Distribució geogràfica
Es troba a Nord-amèrica: rius costaners atlàntics des de Florida fins a Nova York.